# Remigia inornata
Remigia inornata är en fjärilsart som beskrevs av Holland 1894. Remigia inornata ingår i släktet Remigia och familjen nattflyn. Inga underarter finns listade.